# Elizabeth Stannard
Elizabeth (Lizzie) Stannard (Sydney, 27 mei 1997) is een Australische voormalig wielrenster. Haar jongere broer Robert Stannard is ook wielrenner.

## Carrière
Stannard groeide op in Nieuw-Zeeland en had daarom, net als haar broer, een Nieuw-Zeelandse licentie, maar vanaf 2019 komt ze uit voor Australië. Aanvankelijk deed ze aan triatlon en nam in deze discipline deel aan de Olympische Jeugdzomerspelen 2014 in Nanjing. Later liet ze het hardlopen en zwemmen vallen en ging alleen verder met wielrennen. In 2018 maakte ze met een vriendin een roadtrip door de Verenigde Staten en Canada en nam ze op 7 juni deel aan de GP de Gatineau, waar ze als 36e eindigde.
Vanwege het gebrek aan koersen in Australië tijdens de coronapandemie, verhuisde Stannard naar Europa. In september 2021 werd ze prof bij het Italiaanse Valcar-Travel & Service, waar ze o.a. de Trophée des Grimpeuses, de Ronde van Emilia en de Ronde van Drenthe reed. In 2022 reed ze voor dezelfde ploeg de drie Ardense klassiekers en diverse Spaanse etappekoersen op World Tour-niveau, zoals de Ronde van het Baskenland, Ronde van Burgos en de Ronde van Spanje.
In 2023 begon Stannard bij de nieuwe Spaanse ploeg Zaaf Cycling Team, maar toen bleek dat de ploeg al enkele maanden de rensters het beloofde salaris niet uitbetaalde, werd in april de stekker uit de ploeg getrokken. Een dag voor de Amstel Gold Race tekende ze bij de Zwitserse ploeg Israel Premier Tech Roland. Op 3 juni 2023 werd ze namens deze ploeg tweede in de vierde etappe van de Ruta del Sol. Dat jaar reed ze de drie grote rondes: de Vuelta España Femenina, de Giro Donne en de Tour de France Femmes.

## Palmares

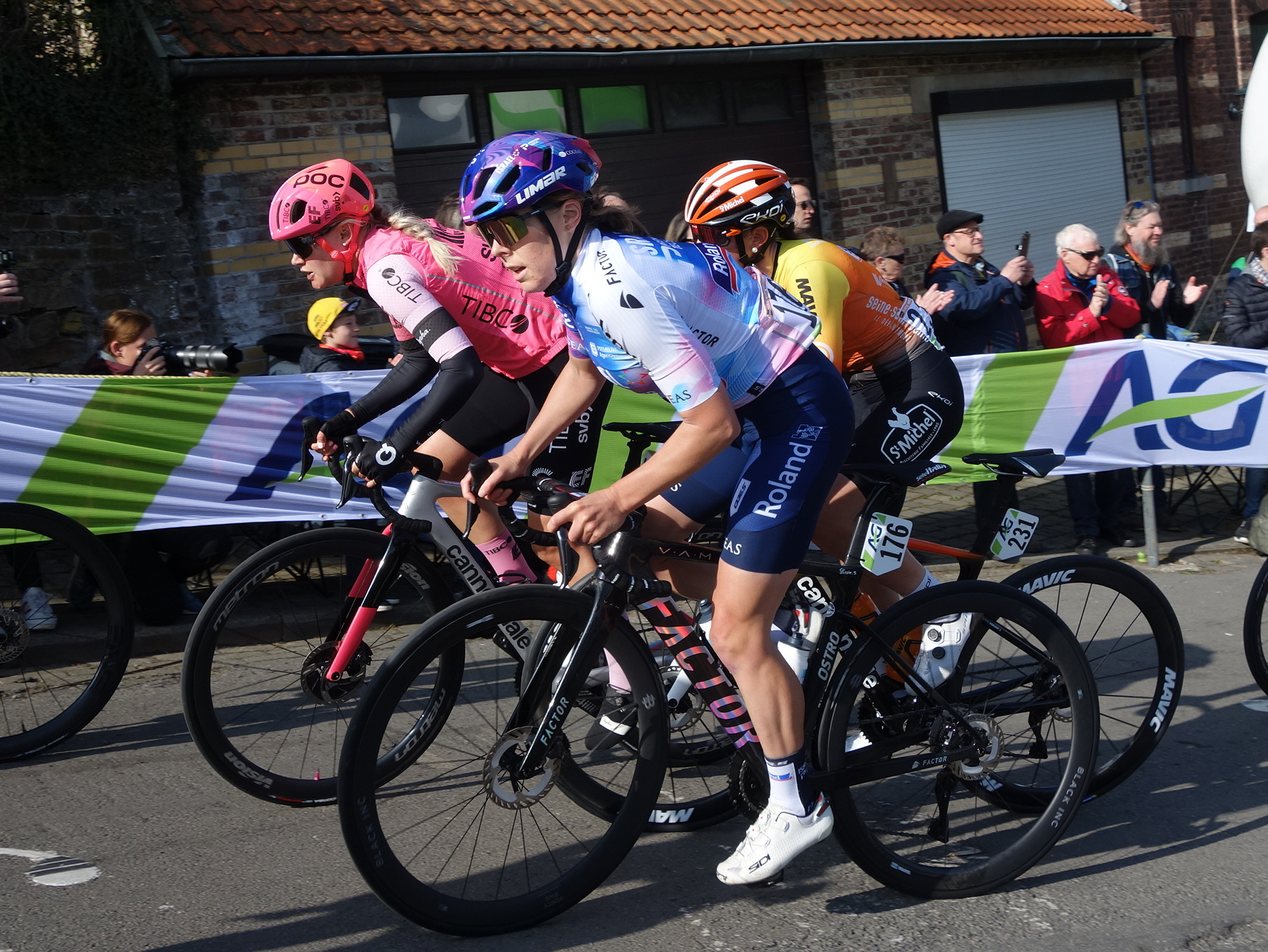
Stannard reed de Waalse Pijl 2023 met haar nieuwe ploeg Israel Premier Tech Roland

2014
 Oceanisch kampioene op de weg, junior

### Uitslagen in voornaamste wedstrijden
| Jaar | Amstel Gold Race | Luik-Bast.‑Luik | Ronde van Drenthe | Waalse Pijl | Ronde van Emilia |
| ---- | ---------------- | --------------- | ----------------- | ----------- | ---------------- |
| 2021 |                  |                 | 49e               |             | 21e              |
| 2022 | 65e              | 75e             |                   | 41e         |                  |
| 2023 | opgave           | opgave          | 44e               | 33e         | opgave           |
| 2024 |                  | 91e             |                   | 85e         |                  |

## Ploegen
- 2021 –  Valcar-Travel & Service (vanaf 17 september)
- 2022 –  Valcar-Travel & Service
- 2023 –  Zaaf Cycling Team (tot 14 april)
- 2023 –  Israel Premier Tech Roland (vanaf 15 april)
- 2024 –  EF-Oatly-Cannondale[a]

Baur · Buch  · Coles-Lyster (vanaf 4/5) · Collinelli · Delbaere · Dronova-Balabolina · Eklund · Griffin · Hartmann (vanaf 1/6) · Kiesenhofer (vanaf 31/1) · 
Magri · Nguyễn · Pirrone · Sharpe (vanaf 1/6) · Stannard (vanaf15/4) · Steels · Vieceli
Armitage · Borghesi · Cadzow · Emond · Ewers · Faulkner   · Henttala · Jackson · Kakita (vanaf 31/7) · Kessler · Knaven (vanaf 24/6) · Koppenburg · Labecki · Quinn · Rüegg · Stannard · Vallieres